# Asmate albicans
Asmate albicans är en fjärilsart som beskrevs av Charles Oberthür 1896. Asmate albicans ingår i släktet Asmate och familjen mätare. Inga underarter finns listade i Catalogue of Life.